# Harrison Butker
(en) Statistiques sur pro-football-reference
Harrison Butker, né le 14 juillet 1995 à Decatur dans l'État de Géorgie, est un sportif professionnel américain de football américain évoluant au poste de kicker dans la National Football League (NFL).
Au niveau universitaire, il joue pendant quatre saisons avec les Yellow Jackets de l'université Texas Tech avant d'être sélectionné par la franchise des Panthers de la Caroline lors de la draft 2017 de la NFL.
En 2017, il rejoint les Chiefs de Kansas City avec qui il remporte les Super Bowls LIV,  LVII et LVIII

## Biographie

### Carrière universitaire
Étudiant à la Georgia Institute of Technology, il joue au football universitaire avec les Yellow Jackets de Georgia Tech, de 2013 à 2016 sous la direction de Paul Johnson (en). Il y devient le leader historique de l'équipe au nombre de points inscrits et avait le statut de capitaine lors de son année senior.
Il affiche un bilan universitaire de 208/210 extra points inscrits et de 43/60 field goals réussis. Au terme de ses études, il obtient son graduat d'ingénieur industriel.

### Carrière professionnelle

#### Draft
Butker est sélectionné en 233e choix global lors du 7e tour de la draft 2017 de la NFL par la franchise des Panthers de la Caroline. Il est le 3e et dernier kicker choisi lors de cette draft.

#### Panthers de la Caroline
Le 5 mai 2017, il signe un contrat de 4 ans pour un montant de 2,48 millions de $ incluant une prime à la signature de 83 112 $. 
Libéré par les Panthers le 13 septembre 2017, il est resigné pour intégrer leur équipe d'entraînement le lendemain.

#### Chiefs de Kansas City
Le 26 septembre 2017, il s'engage avec les Chiefs de Kansas City.

##### Saison 2017

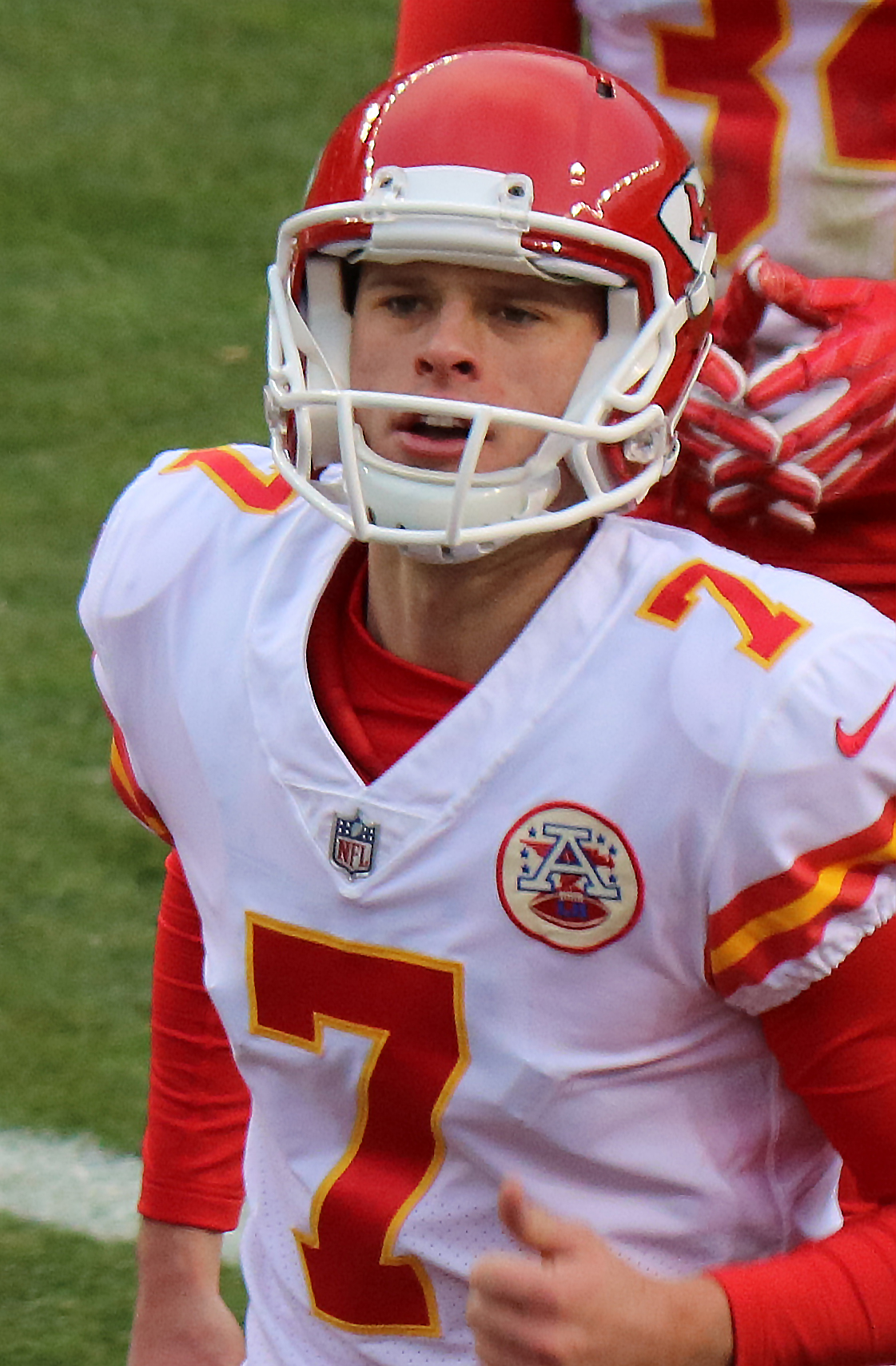
Le rookie Butker en 2017 avec les Chiefs.

Le 2 octobre 2017, pour son premier match avec les Chiefs, Butker inscrit un field goal qui donne la victoire à son équipe face aux Redskins de Washington. Contre les Texans le match suivant, il inscrit 5/5 field goals et 3/3 extra points.
En 8e semaine lors de la victoire 29 à 19 contre les Broncos, il inscrit à nouveau 5/5 field goals dont un de 51 yards ce qui lui vaut d'être désigné meilleur joueur des équipes spéciales de la semaine et du mois d'octobre 2017 en AFC. Au cours de son premier mois en NFL, il y bat deux records, celui du plus grand nombre de field goals inscrits par un kicker rookie en un mois et celui du kicker ayant inscrit cinq field goals lors de plusieurs matchs au cours de sa saison rookie. En 16e semaine lors de la victoire 29 à 13 contre les Dolphins, il convertit cinq field goals ce qui lui vaut d'être désigné  meilleur joueur des équipes spéciales de la semaine en AFC,.
Sur l'ensemble de sa saison rookie, il convertit 28-28 extra points ainsi que 38 des 42 field goals tentés.
Il est sélectionné comme réserviste pour le Pro Bowl 2018. Avec un total de 142 points, il termine 4e à égalité avec Chris Boswell (en) au classement des points inscrits sur la saison. Les Chiefs terminent la saison régulière avec un bilan de 10 victoires pour 6 défaites et se qualifient pour la série éliminatoire. Lors de la défaite 21 à 22 en tour de wild card contre les Titans, Butker convertit trois extra points mais rate un field goal de 48 yards.

##### Saison 2018
Lors de la victoire 42 à 37 en 2e semaine contre les Steelers, Butker convertit six extra points (record en carrière).
Sur la saison, il totalise 65/69 extra points et 24/27 field goals.

##### Saison 2019

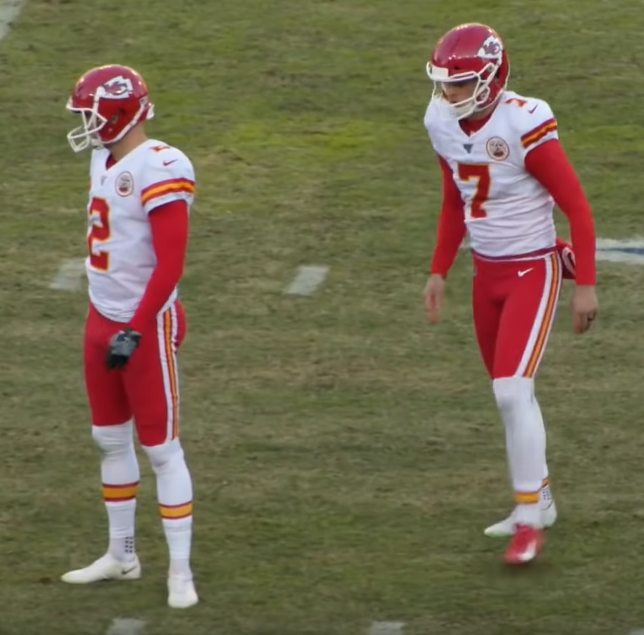
Butker avec le punter Dustin Colquitt.

Le 15 avril 2019, Butker signe son tender d'agent libre exclusif avec les Chiefs qui lui assure un contrat d'un an pour un montant de 654 000 $ suivi le 13 juin 2019, par une extension de contrat de cinq ans pour un montant de 20,3 millions de $.
En 9e semaine contre les Vikings (victoire 26 à 23), Butker convertit deux extra points et quatre field goals dont un de 44 yards et est désigné meilleur joueur des équipes spéaciales de la semaine en AFC,. Il est désigné meilleur joueur des équipes spéciales du mois de novembre en AFC le 5 décembre 2019 menant la Ligue au nombre de field goals inscrits avec 24 réussis. Il termine ma saison régulière avec 45/48 extra points et 34/38 field goals convertis.
Au cours de la srie éliminatoire, Butker inscxeit un field goal et 11/12 extra points. Lors du Super Bowl LIV remporté 31 à 20 face aux 49ers, Butker inscrit 4/4 extra points et un field goal de 31 yards au cours du deuxième quart temps.

##### Saison 2020
Lors du 2e match des Chiefscontre les Chargers, Butker convertit ses trois field goals soit un de 58 yards, un de 30 yards amenant l'égalisation en fin de temps règlementaire et un de 58 yards donnant la victoire 23 à 20 en prolongation. Pour cette performance, il est désigné meilleur joueur des équipes spéciales de la semaine en AFC. Avec son 5e extra point raté de la saison en 7e semaine contre les Broncos, il établit son record en carrière d'extra points ratés en une saison bien qu'il n'en ait effectué que 24 à cet instant. Il termine la saison avec 25/27 field goals et 48/54 extra points réussis. Lors du Super Bowl LV, Butker marque la totalité des points inscrits par les Chiefs lors de la défaite 9 à 31 contre les Buccaneers.

##### Saison 2021
Après avoir été testé positif au Covid-19, Butker est placé sur la liste des réservistes le 20 décembre 2021 ce qui lui fait manquer le match de la 16e semaine contre les Steelers, le premier de sa carrière en NFL. Il est réactivé le 29 décembre 2021 et termine la saison régulière avec un bilan, en 16 matchs joués, de 47/49 extra points et 25/28 field goals réussis.
Lors de la victoire 42 à 36 contre les Bills en tour de division de la série éliminatoire, il convertit un field goal de 49 yards qui permet à son équipe de disputer la prolongation.

##### Saison 2022
Bien que souffrant d'une blessure à la cheville lors du premier match de la saison contre les Falcons, Butker réussit un field goal de 54 yards ainsi que ses quatre extra points tentés. Il est cependant placé sur la liste des blessés la veille du match suivant et manque quatre matchs. Il repend contre les Bills et établit le record du plus long field goal réussi de la franchise (62 yards), le 12e field goal réussit d'au moins 62 yards de l'histoire de la NFL. Au cours des cinq matchs suivant sa blessure, Butker va rater lors de chacun des matchs un extra point et un field goal, la plus longue série de sa carrière. Il y met fin en 11e seùaine contre les Chargers de Los Angeles en réussissant les 3 extra points et les 3 field goals tentés. Les soucis de santé rencontrés au cours de la saison font que celle-ci est la moins bonne de sa carrière statistiquement, avec 75 % de réussite en field goals, un record en carrière de field goals ratés (6) et plus petit nombre de field goals tentés (24).
Lors de la finale de conférence AFC, il réussit un field goal de 45 yards qui donne la victoire 23 à 20 contre les Bengals. Il inscrit ensuite le field goal victorieux de 27 yards à 11 secondes de la fin du Super Bowl LVII remporté 38 à 35 contre les Eagles.

##### Saison 2023
Butker réussit 24 field goals consécutifs avant d'en rater un en 15e semaine. Contre les Bengals en 17e semaine, il convertit les 6 fields goals tentés, et est désigné meilleur joueur des équipes spéciales de la semaine en AFC. Les 6 field goals réussis en un match constituent son record en carrière. Il termine la saison avec 33/35 field goals avec un record en carrière au niveau du pourcentage de réussite (94,3 %). Il a réussi les 12 field goals de plus de 40 yards qu'il a effectué, dont un à plus de 60 yards (le second de sa carrière). Il n'a pas raté un seul extra point pour la deuxième fois de sa carrière. Ses performances en 2023 le placent en 2e position du classement de la NFL relatif au pourcentage de réussite en field goal (minimum 100 tentatives).
Butker bat deux records de Super Bowl à l'occasion du Super Bowl LVIII soit celui du plus long field goal inscrit avec 57 yards et celui du plus grand nombre de field goal inscrits en carrière en Super Bowl avec 9. Les Chiefs remportent le match 25 à 22 en prolongation octroyant à Butker sa troisième bague de Super Bowl. Il devient le quatrième kicker de l'histoire de la NFL à remporter trois Super Bowl.

## Statistiques

### Universitaires
| Année       | Équipe                         | Statut      | MJ |        | Field goals | Field goals | Field goals | Field goals |         | Extra Points | Extra Points | Extra Points |
| Année       | Équipe                         | Statut      | MJ | Tentés | Réussis     | %           | Long        | Tentés      | Réussis | %            |              |              |
| 2013        | Yellow Jackets de Georgia Tech | Fr.         | 13 | 10     | 14          | 71,4        | ND          | 054         | 053     | 098,1        |              |              |
| 2014        | Yellow Jackets de Georgia Tech | So.         | 14 | 11     | 18          | 51,1        | ND          | 066         | 065     | 098,5        |              |              |
| 2015        | Yellow Jackets de Georgia Tech | Jr.         | 12 | 07     | 11          | 63,6        | ND          | 044         | 044     | 100,0        |              |              |
| 2016        | Yellow Jackets de Georgia Tech | Sr.         | 13 | 15     | 17          | 88,2        | ND          | 046         | 046     | 100,0        |              |              |
| Totaux NCAA | Totaux NCAA                    | Totaux NCAA | 52 | 60     | 43          | 71,7        | ND          | 210         | 208     | 099,0        |              |              |

### Professionnelles
| Année  | Équipe | MJ  |          | Field goals | Field goals | Field goals | Field goals |          | Extra Points | Extra Points | Extra Points |
| Année  | Équipe | MJ  | Tentés   | Réussis     | %           | Long        | Tentés      | Réussis  | %            |              |              |
| 2017   | Chiefs | 013 | 042      | 038         | 90,5        | 53          | 028         | 028      | 100,0        |              |              |
| 2018   | Chiefs | 016 | 027      | 024         | 88,9        | 54          | 069         | 065      | 094,2        |              |              |
| 2019   | Chiefs | 016 | 038      | 034         | 89,5        | 56          | 048         | 045      | 093,8        |              |              |
| 2020   | Chiefs | 016 | 027      | 025         | 92,6        | 58          | 054         | 048      | 088,9        |              |              |
| 2021   | Chiefs | 016 | 028      | 025         | 89,3        | 56          | 049         | 047      | 095,9        |              |              |
| 2022   | Chiefs | 013 | 024      | 018         | 75,0        | 62          | 041         | 038      | 092,7        |              |              |
| 2023   | Chiefs | 016 | 035      | 033         | 93,9        | 60          | 037         | 037      | 100,0        |              |              |
| 2024   | Chiefs | 0?  | En cours | En cours    | En cours    | En cours    | En cours    | En cours | En cours     |              |              |
| Totaux | Totaux | 106 | 219      | 195         | 89,0        | 62          | 326         | 308      | 094,3        |              |              |

| Année  | Équipe | MJ |        | Field goals | Field goals | Field goals | Field goals |         | Extra Points | Extra Points | Extra Points |
| Année  | Équipe | MJ | Tentés | Réussis     | %           | Long        | Tentés      | Réussis | %            |              |              |
| 2017   | Chiefs | 01 | 01     | 0           | 00,0        | -           | 03          | 03      | 100,0        |              |              |
| 2018   | Chiefs | 02 | 02     | 02          | 100,0       | 39          | 08          | 08      | 100,0        |              |              |
| 2019   | Chiefs | 03 | 02     | 02          | 100,0       | 31          | 16          | 15      | 093,8        |              |              |
| 2020   | Chiefs | 03 | 08     | 08          | 100,0       | 52          | 07          | 06      | 085,7        |              |              |
| 2021   | Chiefs | 03 | 05     | 04          | 080,0       | 49          | 13          | 12      | 092,3        |              |              |
| 2022   | Chiefs | 03 | 07     | 06          | 085,7       | 50          | 11          | 11      | 100,0        |              |              |
| 2023   | Chiefs | 04 | 11     | 11          | 100,0       | 57          | 08          | 08      | 100,0        |              |              |
| Totaux | Totaux | 19 | 35     | 32          | 91,4        | 57          | 66          | 63      | 095,5        |              |              |

## Record

### NFL
- Plus grand nombre de field goals inscrits par un rookie : 38[52] ;
- Plus grand nombre de field goals inscrits en carrière en Super Bowl : 9[47].

### Franchise des Chiefs
- Plus grand nombre de field goals réussis en une saison : 38 (en 2017)[53] ;
- Plus grand nombre de points inscrits par un rookie: 142[54] ;
- Plus grand nombre de points inscrits par un kicker sur une saison : 142 (en 2017)[55] ;
- Plus long field goal inscrit : 62 yards (en 2022)[43] ;
- Meilleur pourcentage de réussite en carrière au niveau des field goal (minimum 50 tentatives) : 89.1%[56].

## Vie privée
Butker est marié et a deux enfants.
C'est un fervent catholique. Il s'est publiquement prononcé contre la « Traditionis custodes », affirmant qu'il estimait que lui et d'autres catholiques axés sur la tradition étaient « persécutés » dans l'Église.
Butker est cofondateur et président de MDKeller,. L'une des sociétés cofondées par Butker en tant que filiale de MDKeller est Shepherd's, spécialisée dans les vêtements pour hommes sur mesure. Il siège actuellement au conseil d'administration de la Regina Caeli Academy, une académie hybride accréditée PK-12 Classical homeschool, située dans des villes des États-Unis et du Royaume-Uni.
Butker a soutenu l'amendement Kansas Value Them Both de 2022 (en), qui aurait annulé une décision de la Cour suprême du Kansas (en) de 2019 selon laquelle la constitution du Kansas (en) garantit le droit à l'avortement. En 2023, Butker portait une cravate en faveur de la vie (pro-life) alors qu'il assistait à la célébration de la victoire des Chiefs au Super Bowl LVII à la Maison Blanche pour protester contre les opinions du Président des États-Unis Joe Biden (pro-choice).